# Wapawekka Lake
Der Wapawekka Lake ist ein See in der kanadischen Provinz Saskatchewan. „Wapawekka“ ist das Cree-Wort für „weißer Strand“.

## Lage
Der 370 m hoch gelegene Wapawekka Lake befindet sich nordzentral in Saskatchewan. Der See liegt 200 km ostnordöstlich der Stadt Prince Albert sowie 35 km ostsüdöstlich von La Ronge. Der 248,29 km² große See weist eine Längsausdehnung in Ost-West-Richtung von 50 km sowie eine maximale Breite von 12,5 km auf. Der Wapawekka Lake ist in drei Teilseen gegliedert, wovon der westliche der mit Abstand größte ist. Die 600 m breiten Wapawekka Narrows trennen den westlichen vom mittleren Teilsee. Der Deschambault River entwässert den Wapawekka Lake an dessen östlichem Seeende nach Osten zum Deschambault Lake. Im Nordwesten trennt ein 2,3 km breiter Landkorridor den Wapawekka Lake von dem wesentlich größeren Lac la Ronge. Die Wapawekka Lake Portage verbindet an dieser Stelle die beiden Seeufer. Südlich des mittleren und östlichen Seeteils erheben sich die 730 m hohen Wapawekka Hills, die höchsten Höhenrücken der Provinz nach den Cypress und Pasquia Hills. Nördlich des Wapawekka Lake erstreckt sich der Kanadische Schild.
Der Saskatchewan Highway 912 führt zum westlichen Seeufer des Wapawekka Lake, wo sich ein Anlegesteg befindet. 

## Seefauna
In dem See kommen der Hecht (Northern Pike), der Glasaugenbarsch (Walleye) und der Amerikanische Flussbarsch (Perch) vor.

## Tourismus
Auf Churchman Island befindet sich die per Boot erreichbare Northern Echo Lodge. Von dort werden Angel- und Jagdausflüge (Elch, Schwarzbär) veranstaltet.